# Phytomyza californica
Phytomyza californica är en tvåvingeart som beskrevs av Griffiths 1974. Phytomyza californica ingår i släktet Phytomyza och familjen minerarflugor.
Artens utbredningsområde är Kalifornien. Inga underarter finns listade i Catalogue of Life.